# Jardine Peak
Jardine Peak - szczyt na Wyspie Króla Jerzego, na południowy zachód od Polskiej Stacji Antarktycznej im. H. Arctowskiego. Wznosi się na ok. 225 m n.p.m. na południowo-zachodnim skraju Grani Panorama, naprzeciw Kasprowego Wierchu i Wzgórz Jersaka. Został nazwany w 1960 roku na cześć geologa Daniela Jardine'a, uczestnika ekspedycji naukowych na Wyspę Króla Jerzego. Wzgórze wyznacza północno-zachodni wierzchołek Szczególnie Chronionego Obszaru Antarktyki "Zachodni brzeg Zatoki Admiralicji" (ASPA 128).